# Pernice Brothers

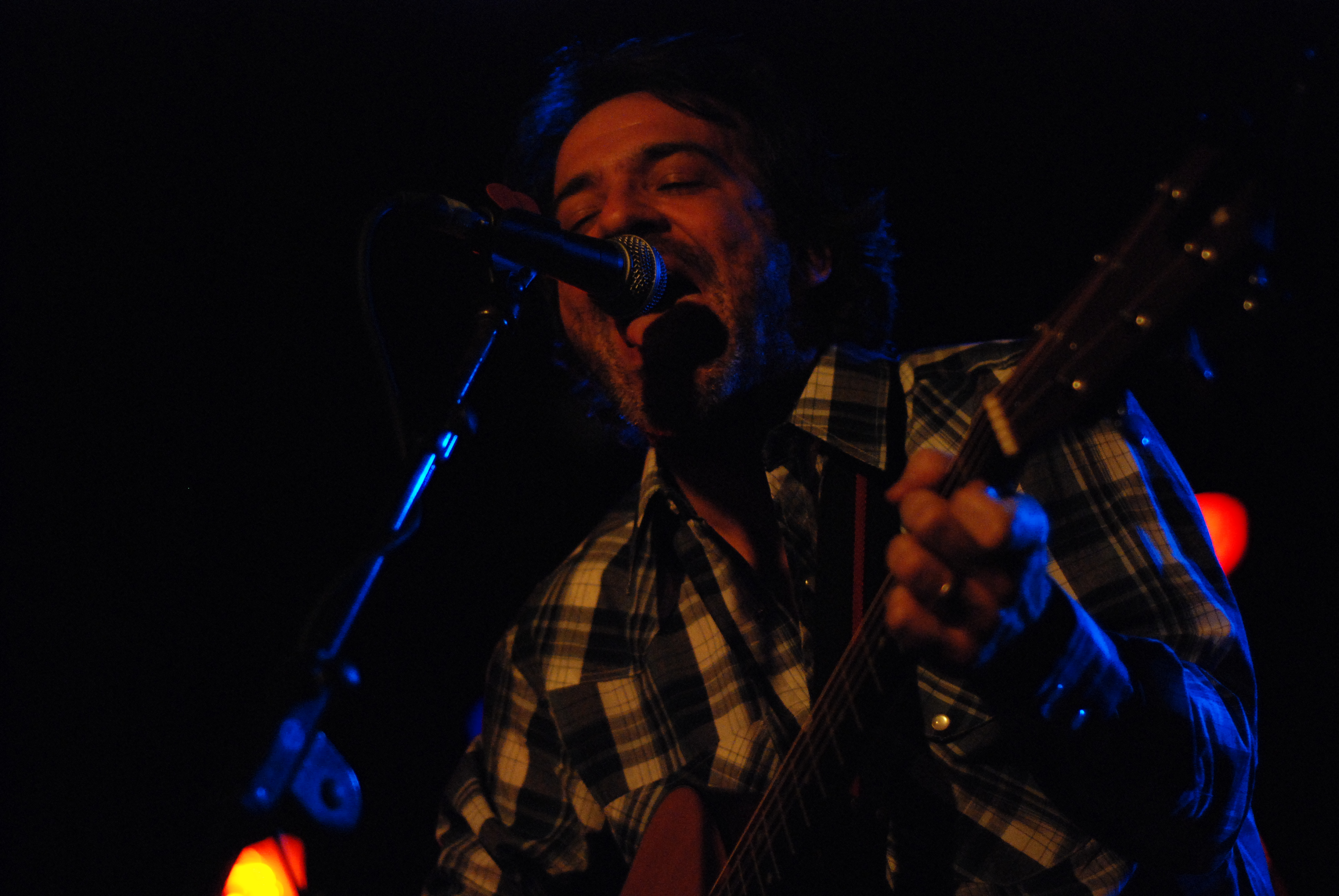
Joe Pernice bei einem Auftritt der Pernice Brothers, 2006

Pernice Brothers ist eine Indie-Rock-Band, die 1996 von Joe Pernice nach dem Ende seiner vorherigen Band Scud Mountain Boys gegründet wurde. Mit dabei war auch Joes Bruder Bob Pernice, daher der neue Bandname.

## Geschichte
Sie veröffentlichten 1998 ihr Debütalbum Overcome by Happiness, das sich wesentlich vom Country-Sound der Scud Mountain Boys unterschied; ihr Pop-Rock schien Einflüsse von Brian Wilson, The Left Banke und Todd Rundgren aufzuweisen.
Nach einer dreijährigen Pause, während der Joe Pernice unter eigenem Namen veröffentlichte, kam 2001 mit The World Won’t End das zweite Album der Band auf den Markt. Bis zum Ende des Jahrzehnts folgte eine Reihe von Alben mit guten Kritiken, darunter das Livealbum Nobody’s Watching/Nobody’s Listening von ihrer Tour im Jakr 2004.
Nach fast einem Jahrzehnt mit anderweitigen Projekten veröffentlichte die Band 2019 ein neues Album, Spread the Feeling.

## Diskografie

### Alben
- 1998: Overcome by Happiness
- 2001: The World Won’t End
- 2003: Yours, Mine and Ours
- 2005: Nobody’s Watching/Nobody’s Listening (Live)
- 2005: Discover a Lovelier You
- 2006: Live a Little
- 2010: Goodbye, Killer
- 2019: Spread the Feeling

### EPs
- 2002: Australia Tour EP 2002